# Grégoire de Nin
Grégoire de Nin ou de Nona (en croate : Grgur Ninski, en serbe en écriture cyrillique : Гргур Нински) est un évêque catholique croate du Xe siècle, connu pour avoir prôné la célébration des offices religieux en croate glagolitique plutôt qu'en latin au sein d'une Église croate autonome.

## Biographie

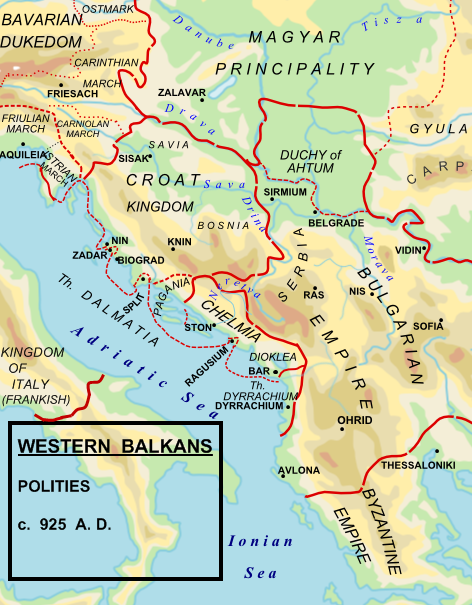
Carte des Balkans vers 925.

Grégoire de Nin naît durant la seconde moitié du IXe siècle, dans un contexte de christianisation des Croates sous l'influence carolingienne. En 900, il prend la tête du premier évêché croate, établi dans la ville de Nin, ce qui lui confère le titre d'Episcopus Chroatensis (« évêque de Croatie »). Il se fait connaître en conduisant les offices en croate et non en latin, langue majoritairement inconnue de la population, et en défendant la création d'une Église croate indépendante de la papauté, représentée par le diocèse de Split. Selon Grégoire de Nin, l'Église de Croatie devrait être dirigée avant tout par des évêques croates locaux, et non par les autorités papales ; il entend en outre rompre avec plusieurs usages imposés par Rome, dont l'utilisation de l'alphabet latin — auquel il préfère l'alphabet glagolitique, d'origine locale — et le célibat des prêtres.
En 925, après l'unification de la Croatie en un seul royaume par Tomislav Ier, à la fois allié du pape et sensible aux idées de Grégoire de Nin, le pouvoir pontifical convoque un synode à Split pour mettre fin aux agissements de l'évêque autonomiste. Très populaire dans le pays, celui-ci est mis en infériorité numérique face aux nombreux représentants de la papauté : le synode résout de placer l'ensemble de la Croatie sous l'autorité du diocèse de Split — dépositaire des reliques de saint Domnius, envoyé à Salone par l'apôtre Pierre, ce qui lui confère le titre d'archevêché —, d'abolir l'évêché de Nin, d'interdire tout sermon en langue locale et de ne plus ordonner de nouveaux prêtres utilisant cette langue. Toutefois, le pape Jean X ne donne pas son aval à ces résolutions : il craint les conséquences d'une intervention trop radicale contre l'influent Grégoire de Nin, ainsi qu'une possible alliance entre ses rivaux byzantins et le roi Tomislav contre l'ennemi commun bulgare.
Le pape finit néanmoins par persuader les Bulgares de cesser les hostilités avec Tomislav, qui se montre dès lors plus coopératif quant au conflit ecclésiastique. Lors d'un second synode en 928, le souverain croate retire son soutien à Grégoire de Nin : les décisions de 925 sont réitérées et confirmées par le pape, ce qui conduit au bannissement de la langue croate dans les offices et au démembrement de l'évêché de Nin. Grégoire lui-même se voit proposer un poste d'évêque dans une localité reculée (Skradin, ou Sisak, selon les sources), et disparaît des registres historiques,.

## Postérité

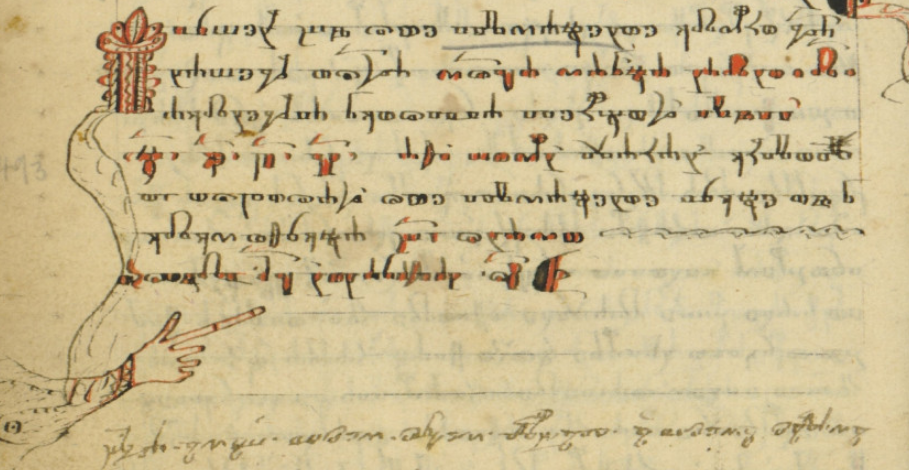
Exemple de texte liturgique en croate glagolitique : le ' (1498).

La défense par Grégoire de Nin des offices en langue croate n'est pas entièrement infructueuse : en effet, malgré l'interdiction de toute liturgie dans cette langue, celle-ci ne disparaît pas totalement après le synode de 928. Cette persistance peut s'expliquer, d'une part, comme un geste d'indépendance de la part du clergé croate, et d'autre part, comme une nécessité liée à la faible connaissance du latin par les prêtres et les fidèles locaux. En 1060, un troisième synode est convoqué à Split pour mettre fin à ces pratiques : il est notamment décidé d'interdire l'entrée dans les églises aux prêtres portant une barbe ou des cheveux longs, ce qui vise en particulier le clergé populaire croate, et de ne célébrer la messe qu'en latin ou en grec, l'alphabet glagolitique étant jugé hérétique. Ces décisions, imposées par la force, suscitent une révolte populaire sous le règne de Petar Krešimir. Au XVe siècle, la papauté change finalement de position et autorise la célébration de la messe en croate, ainsi que l'utilisation liturgique de l'alphabet glagolitique : celle-ci constitue toujours l'usage traditionnel de nombreuses villes côtières de Croatie, seul État européen à s'être jamais vu accorder ce privilège.

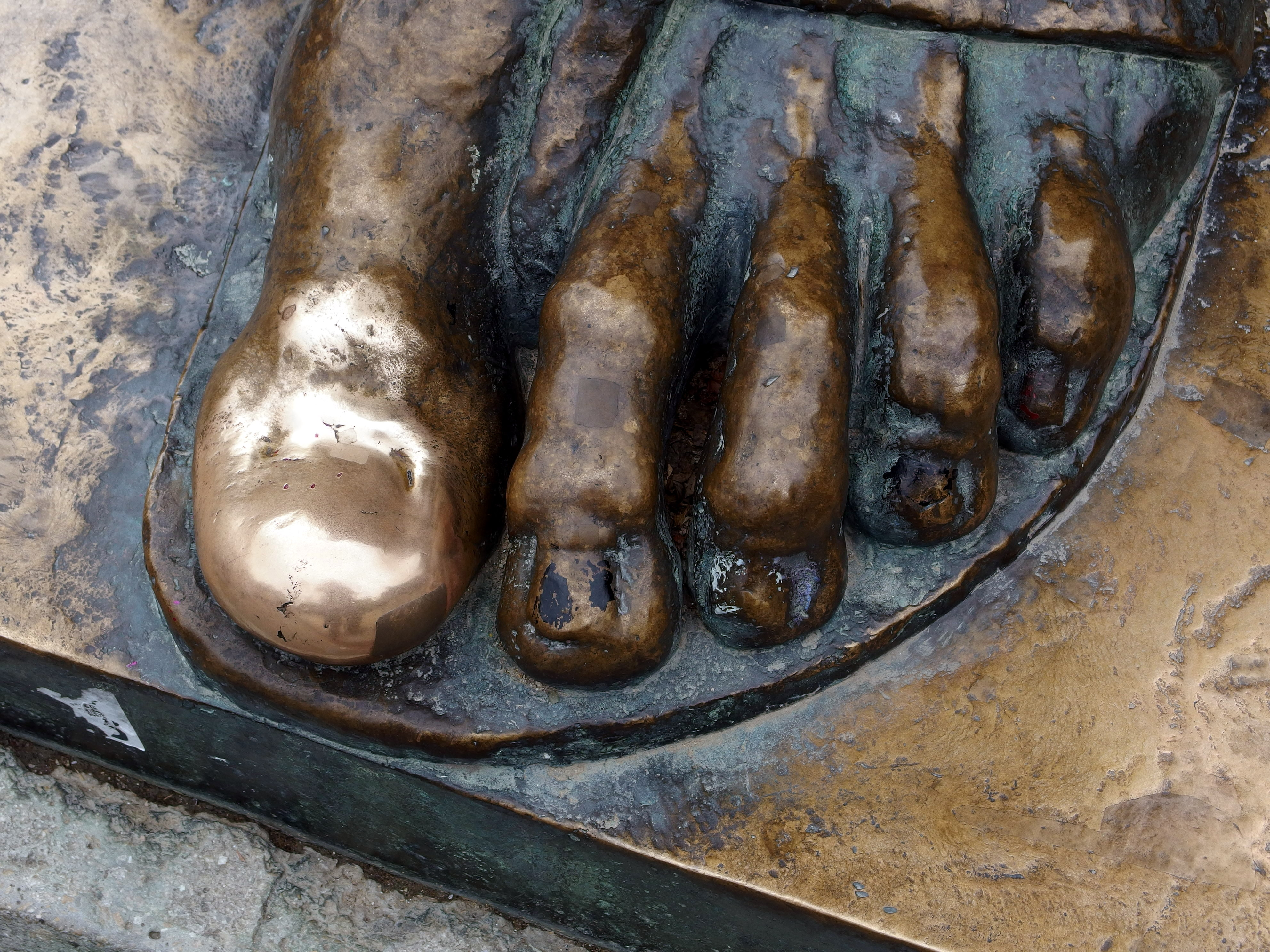
Pied de la statue de Grégoire de Nin à Split.

À partir du XIXe siècle, l'historiographie croate fait de Grégoire de Nin un héros national, présenté comme un défenseur de la langue croate et de l'individualité de la nation. En 1929, à l'occasion du millénaire des deux synodes de Split, une statue monumentale de Grégoire de Nin, œuvre du sculpteur Ivan Meštrović, est inaugurée dans le péristyle du palais de Dioclétien. Haute de près de huit mètres, elle est perçue comme un symbole de l'esprit slave défiant l'hégémonie italienne, à une époque où l'Italie fasciste mène une politique expansionniste en Dalmatie. Lorsque ce puissant voisin envahit la région en 1941, les autorités d'occupation retirent la statue du péristyle. Démantelée, elle est réérigée en 1954 à son emplacement actuel, devant l'entrée nord du palais (la « Porte d'or »). Aujourd'hui, l'œuvre de Meštrović, ainsi que ses copies de taille réduite situées près de l'église franciscaine Saint-Jean-Baptiste de Varaždin et de l'église Saint-Anselme de Nin, sont réputées porter chance à ceux qui touchent leur gros orteil, sans que l'origine de cette tradition soit connue.